# عبد المجيد سيدي السعيد
عبد المجيد سيدي السعيد من مواليد 4 فبراير 1949 ببلدية عين الحمام بولاية تيزي وزو في الجزائر، نقابي جزائري.
كان أمينا عاما لنقابة الإتحاد العام للعمال الجزائريين من 1997 إلى 2019، خلفا لعبد الحق بن حمودة الذي أغتيل في عام 1997 برصاص مجهولين أبان العشرية السوداء.

## نشاطه النقابي
من بين نشاطاته النقابية أنه كان على رأس عدة إضرابات في القطاع العام في الجزائر، بما في ذلك المعلمين في (2003)، والعمال من مختلف الصناعات في عام 1998.
في سياق مظاهرات 2019 بالجزائر، في 12 يونيو 2019 ، تجمع متظاهرون أمام المقر الرئيسي لنقابة الاتحاد العام، مطالبين سيدي سعيد بالاستقالة وعن رفضهم للمؤتمر النقابي كان مقررا في 23 يونيو 2019.
تم استبداله أخيرًا على رأس النقابة سليم لباطشة ، الذي انتخب في 21 يونيو 2019 لمدة خمس سنوات.